# Mărgăritești
Mărgăritești è un comune della Romania di 790 abitanti, ubicato nel distretto di Buzău, nella regione storica della Muntenia.
Il comune è formato dall'unione di 3 villaggi: Cîmpulungeanca, Fîntînile, Mărgăritești.